# Liste der Stolpersteine in Losheim am See
In der Liste der Stolpersteine in Losheim am See umfasst die Stolpersteine, die vom deutschen Künstler Gunter Demnig in der saarländischen Gemeinde Losheim am See verlegt wurden. Stolpersteine sind Opfern des Nationalsozialismus gewidmet, all jenen, die vom NS-Regime deportiert, ermordet, in die Emigration oder in den Suizid getrieben wurden. Demnig verlegt für jedes Opfer einen eigenen Stein, im Regelfall vor dem letzten selbst gewählten Wohnsitz.
Die bisher einzige Verlegung in Losheim am See erfolgte am 21. September 2009.

## Verlegte Stolpersteine
In Losheim am See wurden bisher vier Stolpersteine an zwei Adressen verlegt.
| Stolperstein | Übersetzung | Verlegeort             | Name, Leben |
| ------------ | --- | ---------------------- | --- |
|              | HIER WOHNTE BABETTE HANAU GEB. BONEM JG. 1876 DEPORTIERT 1942 THERESIENSTADT ERMORDET 1942 IN TREBLINKA                           | Hochwaldstraße 33 ·    | Babette Hanau, geborene Bonem, wurde am 3. November 1876 in Wawern geboren. Sie war verheiratet mit Bernhard Hanau, für den es die zweite Ehe war, er brachte mehrere Kinder mit in die Ehe. Babette Hanau bekam mit ihrem Mann noch ein eigenes Kind, 1911 wurde Sohn Alfred geboren. Sie kamen 1921 von Brotdorf nach Losheim, wo sie von Viehhandel lebten. Im Jahr 1937 wurde das Paar gezwungen ihr Haus weiter unterm Wert zu verkaufen und erhielten von Verkaufsbetrag höchstwahrscheinlich nicht die volle Summe ausgezahlt. Während der Reichspogromnacht drang die SA in die Wohnung ein, zerstörte alles, stahlen Wertgegenstände. Babette Hanau und ihr Mann wurden zusammen mit dem befreundeten Ehepaar Herrmann in ein Judenhaus nach Trier gebracht. Am 27. Juli 1942 wurde das Ehepaar Hanau über Köln nach Theresienstadt deportiert und in weiterer Folge am 19. September 1942 in das Vernichtungslager Treblinka überstellt. Babette Hanau und ihr Mann wurden dort am 20. September 1942 ermordet. Ihr Stiefsohn Leo hatte 1935 Erna Herrmann geheiratet, im Jahr 1938 gelang beiden über Frankreich die Flucht in die USA. Dort starb Leo Hanau 99-jährig im Jahr 2003. Alfred Hanau überlebte die Shoah ebenfalls, er starb 1985. |
|              | HIER WOHNTE BERNHARD HANAU JG. 1865 DEPORTIERT 1942 THERESIENSTADT ERMORDET 1942 IN TREBLINKA                                     | Hochwaldstraße 33 ·    | Bernhard Hanau wurde am 12. März 1865 in Merzig geboren. Seine Eltern waren Aron Hanau und dessen Frau Karoline. Er heiratete Helene Heimann, mit ihr hatte er mehrere Kindern, Selma, Flora (geboren 1900), Bertl (geboren 1902) Leo (geboren 1904). Im Jahr 1909 starb seine Frau und er heiratete Babette Bonem. Das Paar bekam einen gemeinsamen Sohn, Alfred (geboren 1911). Bernhard Hanau zog 1921 mit seiner Familie nach Losheim, verdiente hier als Viehhändler sein Geld. 1937 wurde er gezwungen sein Haus unterm Wert zu verkaufen, höchstwahrscheinlich erhielt er auch nicht den vollen Verkausbetrag ausgezahlt. Während der Reichspogromnacht am 9. November 1938 drang die SA in seine Wohnung ein, zerstörte alles, stahlen Wertgegenstände. Zusammen mit dem befreundeten Ehepaar Herrmann wurden sie in ein Judenhaus nach Trier gebracht. Am 27. Juli 1942 erfolgte die Deportation des Ehepaares Hanau nach Theresienstadt und von dort am 19. September 1942 die Überstellung in das Vernichtungslager Treblinka. Bernhard Hanau und seine Frau wurden dort am 20. September 1942 ermordet. Alle seine Kinder überlebten die Shoah. Sein Sohn Leo hatte Erna Herrmann geheiratet, mit ihr konnte er in die USA flüchten, wo er 2003 starb. In den USA starben auch seine Tochter Bertl, verheiratete Schiffmann (1991), und Flora, verheiratete Heimann (1998). Sein Sohn Alfred überlebte ebenfalls und starb 1985 in Deutschland. Seine Tochter Selma, verheiratete Kahn, lebte 1950 in Nalbach, sie brachte 1950 zusammen mit ihren Geschwistern eine Restitutionsklage ein. |
|              | HIER WOHNTE LINA HERRMANN GEB. MARX JG. 1883 FLUCHT 1939 TOT 1942 IN HOLLAND                                                      | Diedenhofenstraße 53 · | Lina Herrmann, geborene Marx, wurde am 20. Februar 1883 in Greimerath geboren. Ihre Eltern waren Moses Marx und Sara, geborene Wurzweiler. Lina Marx heiratete 1911 Sylwin Herrmann. Das Paar hatte zumindest zwei Kinder, Erna (geboren 1912) und Hildegard (geboren 1914), und lebte seit 1920 in Losheim, wo sie durch Viehhandel ihr Geld verdienten. 1938 wurden sie gezwungen ihr Haus weiter unter Wert zu verkaufen, sie haben das Geld nie vollständig erhalten, die letzte Rate war fällig, als die Herrmanns nicht mehr lebten. Während der Reichskristallnacht am 9. November 1938 stürtem SA-Männer die Wohnung der Herrmanns und zerstörten alles, nahmen Wertvolles mit. Lina Herrmann und ihr Mann versuchten daraufhin sich das Leben zu nehmen, doch Nachbarn retteten die beiden. Ein Naziarzt verweigerte die Behandlung, das Losheimer Krankenhaus kam seiner Verpflichtung nach. Danach wurden beide zusammen mit dem Ehepaar Hanau in ein Judenhaus nach Trier verbracht. Von dort flohen die Herrmanns zu Familienmitgliedern nach Holland. Lina Herrmann starb dort am 9. Juni 1942 in Gouda. Ihr Ehemann wurde in weiterer Folge deportiert und 1943 in Theresienstadt ermordet. Ihre Tochter Erna hatte 1935 Leo Hanau geheiratet, mit ihm gelang ihr 1938 die Flucht über Frankreich in die USA, sie bekamen zwei Kinder. Erna Hanau starb 1991. Hildegard war mit 16 Jahren nach Rotterdam gezogen und arbeitete hier als Stenotypistin. Sie heiratete 1936 Marijn van Dantzig. Dieser war durch seine Arbeit für den Judenrat geschützt, auch Hildegard van Dantzig, die ebenfalls später für den Judenrat arbeitete. Als Helferin beim Pflegedienst leistete diese Seelsorge. Sie und ihr Mann haben die Shoah ebenfalls überlebt. |
|              | HIER WOHNTE SYLWIN HERRMANN JG. 1880 FLUCHT 1939 HOLLAND INTERNIERT WESTERBORK DEPORTIERT 1943 THERESIENSTADT ERMORDET 16.11.1943 | Diedenhofenstraße 53 · | Sylwin Herrmann, eigentlich Sylvester, wurde am 16. Juli 1880 in Greimerath geboren. Seine Eltern waren Bernhard Herrmann und Babette, geborene Kallmann. Am 3. Januar 1911 heiratete er in Bayenthal Lina Marx. Das Paar bekam zumindest zwei Kinder, Erna (geboren 1912) und Hildegard (geboren 1914). Ab 1920 lebte die Familie in Losheim und verdiente dort ihr Geld mit Viehhandel. Im Jahr 1938 wurden sie gezwungen ihr Haus unter Wert zu verkaufen, das Geld haben sie nie komplett erhalten, die letzte Zahlung wäre fällig gewesen, als er und seine Frau bereits tot waren. Wenige Monate nach dem Zwangsverkauf, während der Reichskristallnacht, wurde ihre Wohnung durch SA-Schläger gestürmt, vieles zerstört, Wertgegenstände gestohlen. Sylwin Herrmann und seine Frau versuchten daraufhin sich umzubringen, ein Nachbar konnte den Selbstmord verhindern. Beide wurden im Krankenhaus von Losheim behandelt, ein Nazi-Arzt hatte zuvor die Behandlung verweigert. Das Paar wurde danach in eine Judenwohnung nach Trier verbracht. Von dort flohen beide zu Familienangehörigen nach Holland, wo sie im April 1939 ankamen, wahrscheinlich in Rotterdam. Im Jahr 1940 lebten sie kurz in Waddinxveen, wo sie bei jemandem unterkamen, der aus Deutschland stammte. Ab Januar 1941 lebte Herrmann mit seiner Frau in Gouda, wo Lina Herrmann im Juni 1942 starb. Sylwin Herrmann war im Februar 1942 einige Wochen im Jüdischen Krankenhaus in Rotterdam. Am 14. April 1943 wurde er von Gouda aus in das Durchgangslager Westerbork deportiert und wenige Tage später, am 20. April 1943 nach Theresienstadt überstellt. Sylwin Herrmann wurde dort am 16. November 1943 ermordet. Beide Töchter überlebten die Shoah, Erna hatte Leon Hanau geheiratet und war mit ihm 1938 in die USA geflüchtet, wo sie 1991 als Mutter von zwei Kindern starb. Seine Tochter Hildegard lebte seit ihrem 16. Lebensjahr in Rotterdam, arbeitete zuerst als Stenotypistin, heiratete 1936 Marijn van Dantzig, beide arbeiteten später für den Judenrat und waren durch ihre Tätigkeiten geschützter und sie überlebten ebenfalls. |

## Verlegedatum
Die Stolpersteine von Losheim am See wurden am 21. September 2009 verlegt.